# Un Yankee nommé Blueberry
Un Yankee nommé Blueberry est le deuxième album de la série de bande dessinée La Jeunesse de Blueberry de Jean-Michel Charlier (scénario) et Jean Giraud (dessin). Publié en 1978, c'est le deuxième du cycle du traître du sud (trois tomes).

## Résumés
L'album comporte trois histoires :
1. La Chevauchée vers la mort[2] ; cette histoire de 16 pages est parue pour la première fois dans le Super Pocket Pilote No 5 daté du 23.10.1969[3] ;
2. Chasse à l'homme[4] ; 16 pages parues préalablement dans le Super Pocket Pilote No 6 daté du 25.12.1969[3] ;
3. Private M. S. Blueberry...[5] ; 16 pages parues préalablement dans le Super Pocket Pilote No 7 daté du 19.3.1970[6].

### La Chevauchée vers la mort
Usant d'un subterfuge, Norton capture Blueberry. Dans un camp fortifié, ce dernier convainc l'un des gardiens de l'aider à retrouver un prétendu trésor enterré chez ses parents, anciens planteurs du Sud des États-Unis. Constamment surveillé par le soldat sudiste, Blueberry ne parvient pas à lui échapper pendant le voyage qui l'amène chez ses parents.
Lorsque les deux arrivent à destination, ils découvrent des ruines : des soldats nordistes ont détruit les immeubles lors d'un raid. Ils y découvrent également un vieux noir qui a refusé de quitter les lieux, attendant le retour de son maître.
Alors que Blueberry et le noir creusent pour tenter de trouver le trésor, Norton et ses hommes entourent les ruines. Lorsque Norton somme Blueberry de sortir, le noir en profite pour assommer le soldat sudiste. Les deux s'entendent ensuite pour monter un simulacre, ce qui permet à Blueberry de s'enfuir.

### Chasse à l'homme
Ayant fait mourir son cheval alors qu'il fuit vers le nord, Blueberry est capturé par un shérif qui tente d'arrêter un voleur de chevaux qui sévit dans la région. Plus tard, Blueberry s'échappe après avoir blessé le shérif. Pendant sa fuite, il assomme un courrier militaire sudiste et s'empare sans le savoir d'informations qui détaillent « un vaste plan d'anéantissement » des forces armées nordistes.
Poursuivi par Norton, Blueberry saute sur un train de ravitaillement qui se dirige vers le nord. Norton le suit et les deux en viennent à se battre. Blueberry force le train à franchir un barrage tenu par des soldats nordistes et est fait prisonnier, même s'il clame qu'il est nordiste et possède des documents détaillant la stratégie sudiste.

### Private M. S. Blueberry...
Un colonel nordiste a vérifié les dires de Blueberry sur une attaque contre des sudistes. Il observe que Blueberry est le seul rescapé de cette mission : « Tous mes camarades ont été massacrés ». Il ajoute qu'il a transporté des « ordres secrets », mais le colonel refuse de le croire car les documents ont été déchirés. Le colonel le condamne à être fusillé.
Un officier nordiste interrompt son exécution et amène Blueberry au général Clay, car les sudistes menacent les forces nordistes. Après avoir dit ce qu'il sait, Blueberry est éloigné du front sous escorte, mais des soldats sudistes tuent ses geôliers et il est amené au « P.C. sudiste », où il apprend comment les forces sudistes progressent si rapidement. Elles sont en effet ravitaillées en munitions par un train qui circule sur une voie ferrée que les forces nordistes n'ont pas détruite.
Nommé courrier d'un général sudiste, Blueberry en profite pour déterminer où se trouve le train et prend ses dispositions pour le faire sauter : il pose des mines sous la voie ferrée à un endroit précis. Plus tard de nuit, il est blessé aux abords du train et ne parvient pas à allumer la poudre qui court sur la voie ferrée. Ce seront les étincelles crachées par le « cendrier » de la locomotive qui y mettront le feu. Blueberry étant à proximité, il est sévèrement blessé par l'explosion.

## Personnages principaux
- Blueberry : soldat nordiste derrière les lignes sudistes.
- Norton : soldat sudiste et ancienne relation de Blueberry.